# Purranque
Purranque – miasto w Chile, w regionie Los Lagos, w prowincji Osorno.